# Mylochromis guentheri
Mylochromis guentheri är en fiskart som först beskrevs av Regan 1922.  Mylochromis guentheri ingår i släktet Mylochromis och familjen Cichlidae. IUCN kategoriserar arten globalt som livskraftig. Inga underarter finns listade i Catalogue of Life.